# Oligosoma albornense
Oligosoma albornense — вид сцинкоподібних ящірок родини сцинкових (Scincidae). Ендемік Нової Зеландії. Описаний у 2019 році.

## Поширення і екологія
Ophiomorus albornense відомий з невеликої місцевості площею 2 га, розташованої в околицях Ріфтона, поблизу західного узбережжя Південного острова. Вони живуть в помірних лісах, на окраїнах водно-болотних угідь. Ведуть денний, наземний спосіб життя. Гріються на сонці.

## Збереження
МСОП класифікує цей вид як такий, що перебуває на межі зникнення. Oligosoma albornense загрожує хижацтво з боку інтродукованих пацюків та горностаїв.